# Weather Research and Forecasting Model
Das Weather Research and Forecasting Model (WRF) ist ein Computerprogramm, das als Nutzungsquelle sowohl für die Wettervorhersage als auch in der Forschung für die Klimamodellierung dient. Es ist das neueste numerische Computermodell, das sowohl vom National Weather Service als auch vom U.S. Militär und privaten meteorologischen Organisationen weltweit angewandt wird.

## Versionen
Das WRF ist ein modular aufgebautes, mesoskaliges Modell. Es gibt zwei unterschiedliche Varianten des Modellkerns:
- das Advanced Research WRF (ARW) des National Center for Atmospheric Research (NCAR) zu Forschungszwecken
- das Nicht-hydrostatische Mesoskalige Modell (NMM) der National Centers for Environmental Prediction (NCEP) für den operationellen Dienst

Das NMM basiert auf dem Eta Modell von Zaviša Janjić und Fedor Messinger, während ARW eine Weiterentwicklung des MM5-Modells ist.
Es existieren auch
- eine spezielle Version zur Hurrikan-Forschung und -Vorhersage (Hurricane Weather Research and Forecasting, HWRF)
- eine Spezialisierung auf Atmosphärenchemie und Aerosole für Umweltproblematiken (WRF-Chem)[1]
- sowie regional adaptierte Modelle

Die schweizerische Firma Meteoblue arbeitet etwa mit einem NMM-Modell, das eine Gitterauflösung von 4 km besitzt.
Soaringmeteo arbeitet mit einem ARW-Modell mit der gleichen Auflösung.
Ab der Version 3 ist das Modell auch in der Lage, globale Simulationen anzustellen.

## Systemvoraussetzungen und Installation
Nach Registrierung auf der WRF-Homepage ist das Programm frei verfügbar. Für interessierte Laien und teils selbst für thematisch Versierte stellt die Installation dennoch eine große Hürde dar, obwohl die heute verfügbare Leistung von Personalcomputern die private Nutzung durchaus erlauben würde.
Vor der Nutzung müssen jedoch WRF selbst und einige Programmbibliotheken (u. a. netCDF, JasPer, zlib, libpng) kompiliert werden. Eine umfassende Anleitung ist in einem Compilation Tutorial vorhanden. Als Betriebssystem sind Linux oder speziell für Großrechner entworfene Betriebssysteme wie AIX, Darwin, Unicos erforderlich.

## Einfache Installation mit WRF Environmental Modelling System (EMS)
Eine vereinfachte Installation mit vorkompilierten Paketen (PGI-Compiler) bietet das WRF-EMS, zur Verfügung gestellt vom Science & Training Resource Center (STRC) des National Weather Service (NWS) des Science Operations Officers (SOO). Das Programmpaket funktioniert ausschließlich auf Computern mit X86-Prozessoren von AMD oder Intel mit dem frei verfügbaren Betriebssystem Linux (32 und 64 bit).
Ein weiterer erheblicher Vorteil des Pakets ist, dass wichtige Zusatzprogramme mit grafischen Benutzeroberfläche für die Daten Vor- und Nachbereitung sowie Visualisierungsprogramme bereits integriert sind. Ebenso integriert ist ein globaler Datensatz der Erdoberfläche selbst. Der Datensatz liegt in Auflösungen von 10, 5, 2, und 0,5 Bogenminuten vor.